# Christian Waagepetersen
Christian Waagepetersen (ved dåben: Christian Waage Petersen) (6. september 1787 i København – 23. november 1840 sammesteds) var en dansk købmand og en central mæcen i den danske guldalder.
Han blev født i København og var søn af vinhandler, borgerkaptajn Lorentz Christian Petersen (1764 – 7. april 1829) og Sophie Magdalene Worm (1765 – 21. april 1832). Efter at have uddannet sig på handelskontorer i udlandet vendte han hjem 1808 og tog borgerskab som vinhandler i København; her drev han en stor forretning, blev kgl. hofvinhandler og fik forskellige tillidshverv. Han var en dannet mand med mange interesser, navnlig i musikalsk retning. Hans smukke gård i Store Strandstræde var samlingsstedet for datidens mest ansete musikere, og flere af disse støttede han på forskellig måde. Han lod også maleren Wilhelm Bendz udføre det kendte Waagepetersenske familiebillede (1830, Statens Museum for Kunst), og efter Bendz' død blev Wilhelm Marstrand knyttet til familien og udførte det lige så kendte familiebillede (1836, Frederiksborgmuseet), hvor stemningen er endnu mere uformel, samt Et musikalsk aftenselskab hos grosserer, vinhandler Waagepetersen (1834, sammesteds), hvor musikken er i centrum (litografi derefter af C.C. Andersen 1878, til maleriet findes også tegnet og malet forarbejde 1834). Marstrand har også ladet Waagepetersen optræde på et maleri af Moritz Salomon og på skitse 1838 og maleri 1839 af romerske borgere i osteri.
Blandt de øvrige gengivelser af Waagepetersen findes et stik af Edme Quenedey des Ricets, maleri af Christian Horneman fra 1811, maleri af Louis Aumont fra 1829. To litografier af Wilhelm Heuer, det ene med hustru, det andet 1832. Buste af H.W. Bissen fra 1841 (Statens Musem for Kunst, Frederiksborgmuseet og Københavns Museum).
Waagepetersen var en af de første, som fik navneforandring, idet han i 1831 fik kongelig bevilling til at forene sit fornavn Waage med sit slægtnavn. Han blev Ridder af Dannebrog 1828 og fik rang med 3. klasse nr. 8 1831. 1838 blev han etatsråd og døde 23. november 1840.
Hans hustru Albertine Emerentze Schmidt, som han var blevet gift med 18. november 1809, døde 15. november 1864; hun var datter af en københavnsk grosserer Schmidt.
Han er begravet på Garnisons Kirkegård.
Vinforretningen blev overtaget af sønnen Mozart Waagepetersen.